# Операція «Танненберг»
Операція «Танненберг» (нім. Unternehmen Tannenberg) — кодова назва операції зі знищення польського населення, проведених під час Другої світової війни нацистською Німеччиною в рамках генерального плану «Ост». Розстріли проводилися за  «Книгою спеціального обвинувачення — Польща» (нім. Sonderfahndungsbuch Polen), складеною гестапо за два роки до вторгнення до Польщі.
Таємні списки налічували понад 61 000 представників польської еліти: активістів, інтелігенції, науковців, духовенства, акторів, колишніх офіцерів та інших осіб, які мали бути інтерновані або розстріляні. Члени німецької національної меншини, що проживали на території Польщі (Німецька народна самооборона), допомагали у їх підготовці.

## Розробка і реалізація
За наказом Адольфа Гітлера у складі Головного управління імперської безпеки Рейху (нім. Reichssicherheitshauptamt) було створено спеціальний підрозділ під назвою «Танненберг». Він командував низкою айнзатцгруп, сформованих з офіцерів і солдатів гестапо, кріпо та СД, які теоретично мали слідувати за вермахтом на окуповані території. Їхнім завданням було розшукати та заарештувати всіх осіб, зазначених у таємних списках, у тому вигляді, в якому вони були складені перед початком війни. План був остаточно розроблений у травні 1939 року Центральним управлінням II P (Польща).
Перша фаза операції відбулася 1 вересня 1939 року і була здійснена айнзатцгрупами за підтримки фольксдойче та місцевих загонів СА. Багато з тих, хто був зазначений у списках було вбито, а деякі чиновники були побиті та понівечені, тероризувалися в тому числі і вагітні жінки.